# Polytrichum formosum
Espèce
Polytrichum formosum, le Polytric élégant, est une espèce de mousses de la famille des Polytrichaceae. Elle est commune dans toute la France métropolitaine, hormis dans les régions méditerranéennes où elle devient plus rare. Elle pousse généralement en colonie dense au pied des arbres formant un tapis continu vert sur des sols plutôt acides,.
C'est l'espèce la plus commune du genre en France.

## Description
C'est une espèce acrocarpe, non ramifiée, qui forme des coussins denses ou des tiges isolées parmi d'autres bryophytes.

### Gamétophyte
La tige est dressée, de 5 à 10 cm de long, avec des feuilles linéaires lancéolées, étalées, disposées tout autour de la tige. Les feuilles sont éparses vers la base de la tige et s'épaississent vers la fin formant un toupet clair. A l'état sec, les feuilles se resserrent sur la tige, en réponse au stress hydrique. Au contraire, lors d'une augmentation de l'humidité, les feuilles vont reprendre leur allure initiale. Ceci correspond au phénomène de reviviscence.
La feuille est composée d'une base hyaline, embrassant la tige, d'une seule couche de cellules, puis d'une très large nervure, entourée de 3 à 6 rangées de cellules de limbe. Comme chez toutes les Polytrichaceae la nervure est parcourue de jusqu'à 70 rangées de lamelles chlorophylliennes,. Ces lamelles permettent de faciliter la photosynthèse dans les milieux lumineux.

### Sporophyte
L'espèce est dioïque. La capsule de forme allongée possède 4 à 6 côtés, et est portée par une longue soie. La coiffe est poilue, et le péristome est composé de 64 dents. L'opercule comporte un rostre de 2 mm,.

### Identification
Les dents des feuilles sont unicellulaires, le limbe très étroit. Contrairement à Polytrichum commune la dernière cellule des lamelles n'est pas tronquée,.

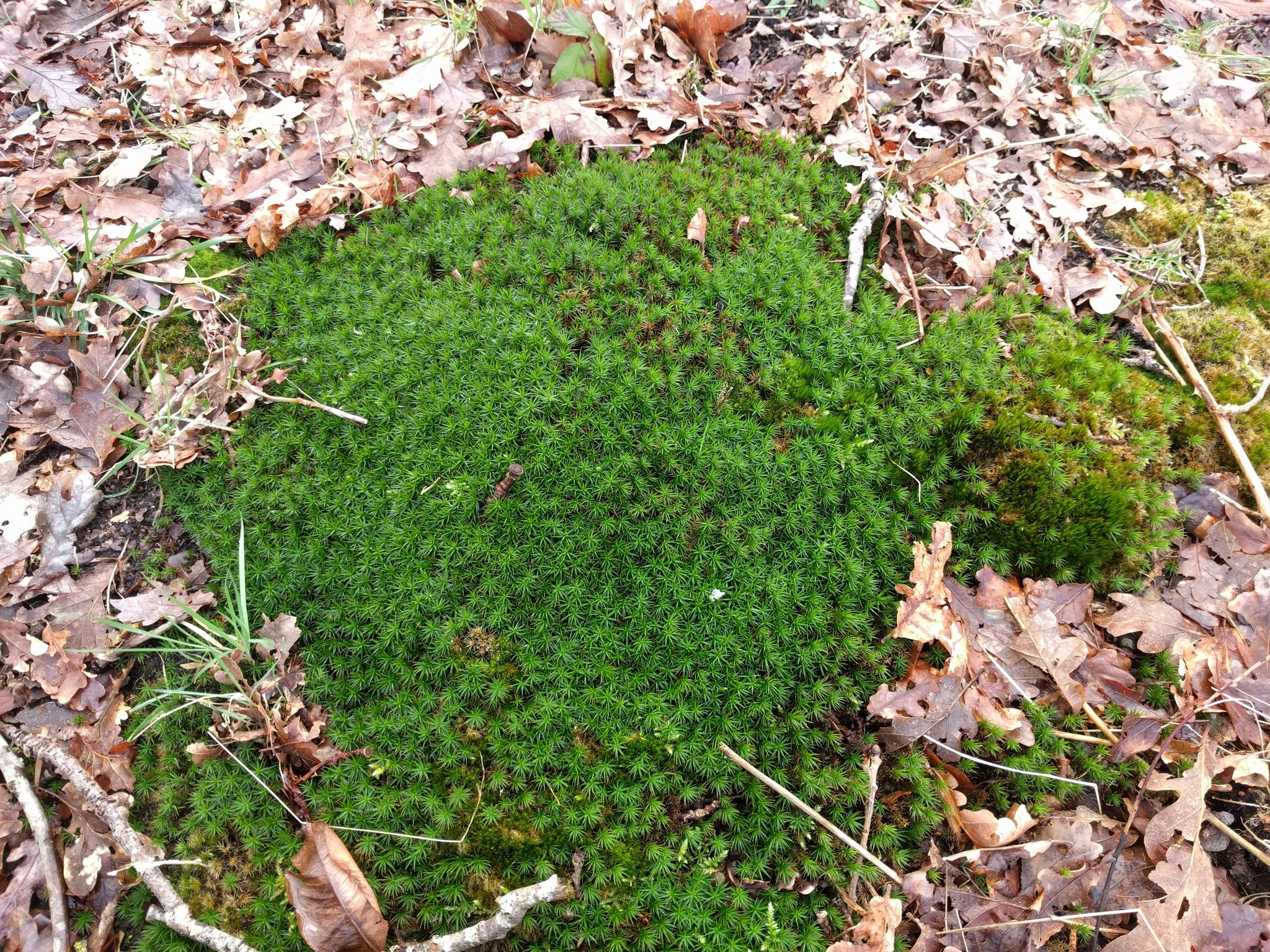
Butte de Polytrichum formosum.
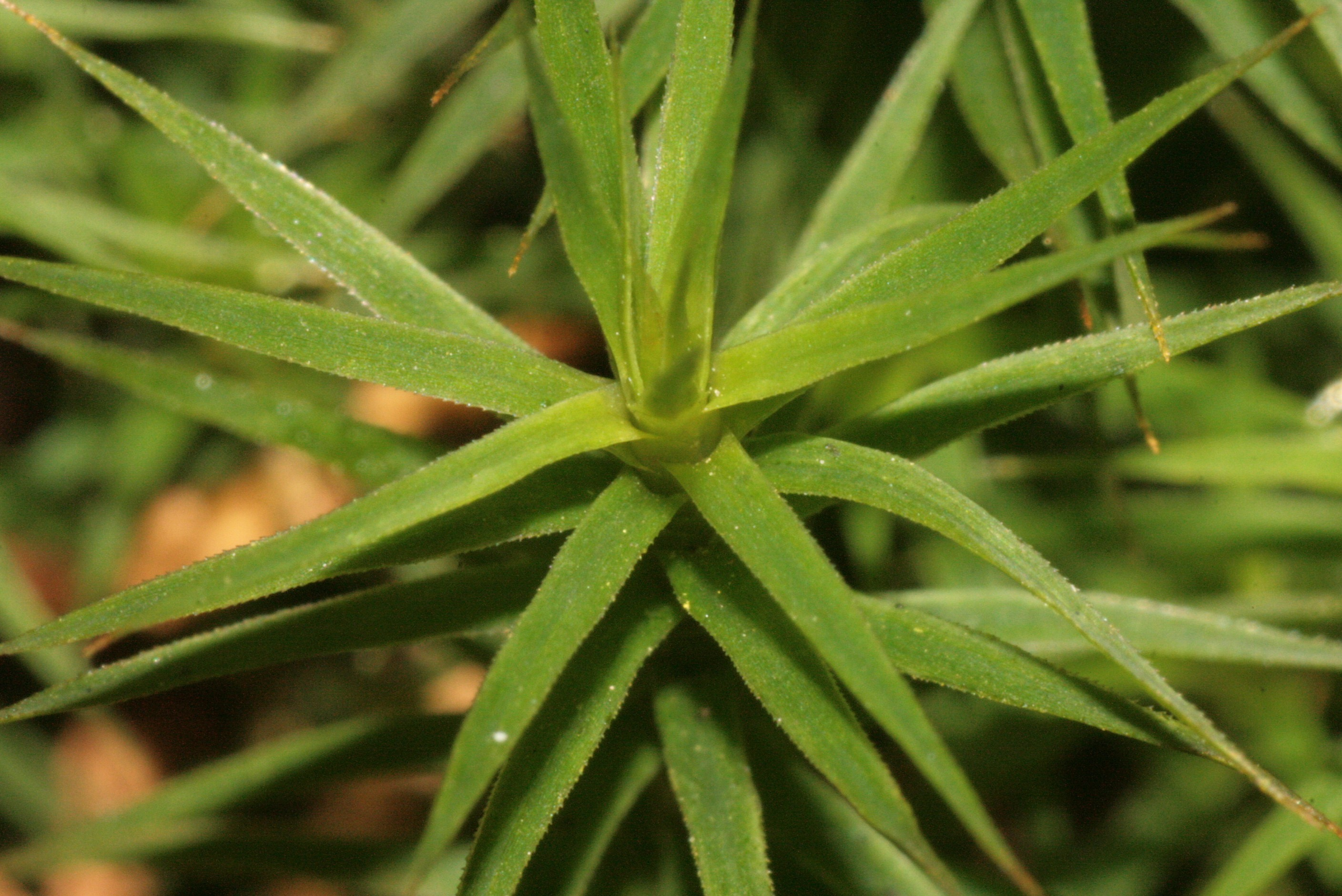
Apex d'une tige de Polytrichum formosum. La nervure occupe presque toute la feuille, le limbe est visible sous forme d'une petite bande claire de chaque côté de la feuille.
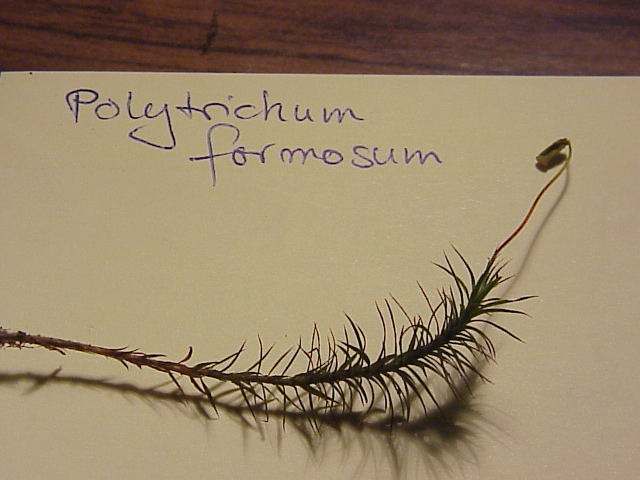
Tige seule de Polytrichum formosum, avec un sporophyte.
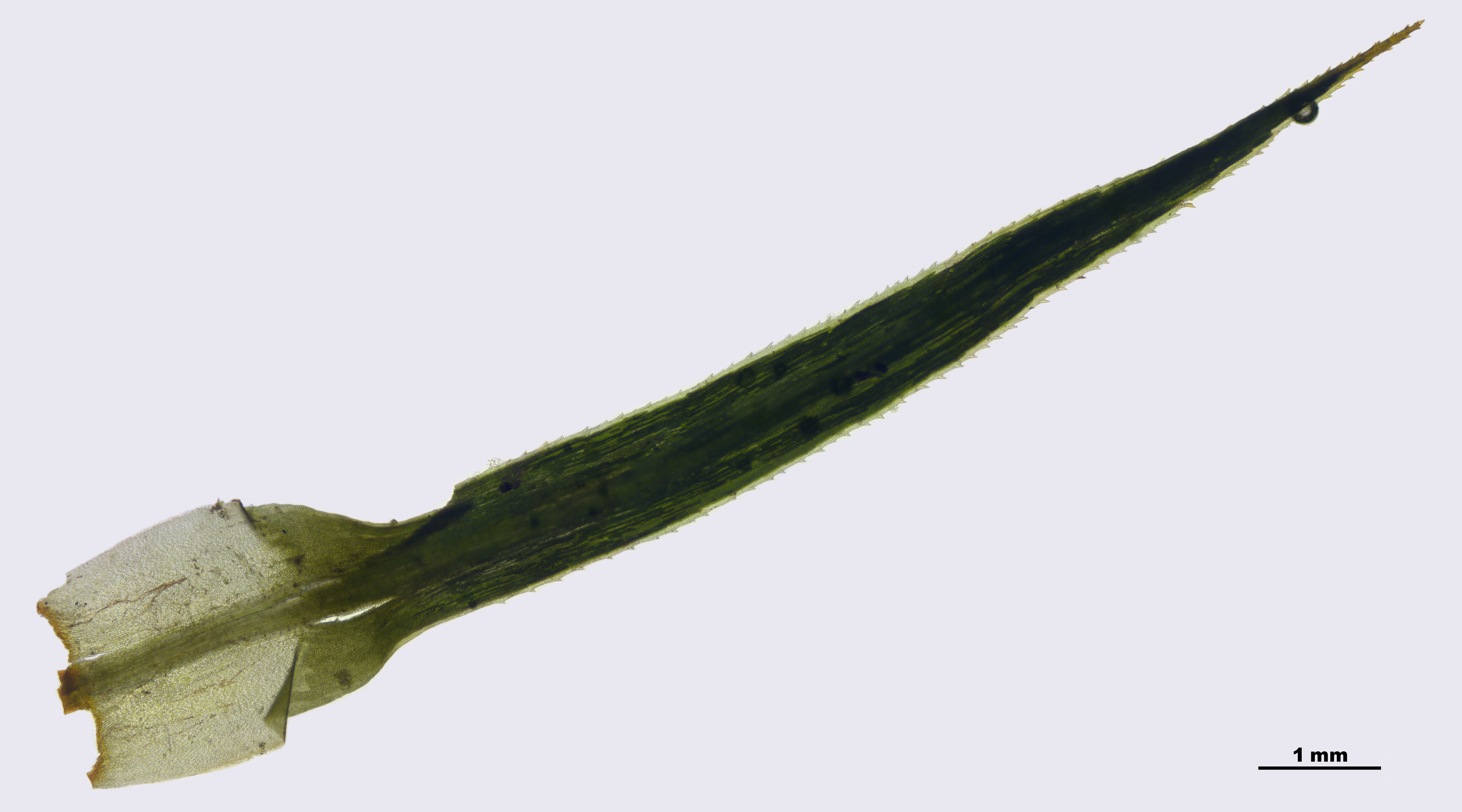
Feuille de Polytrichum formosum, avec la base hyaline, qui laisse place à la nervure opaque.
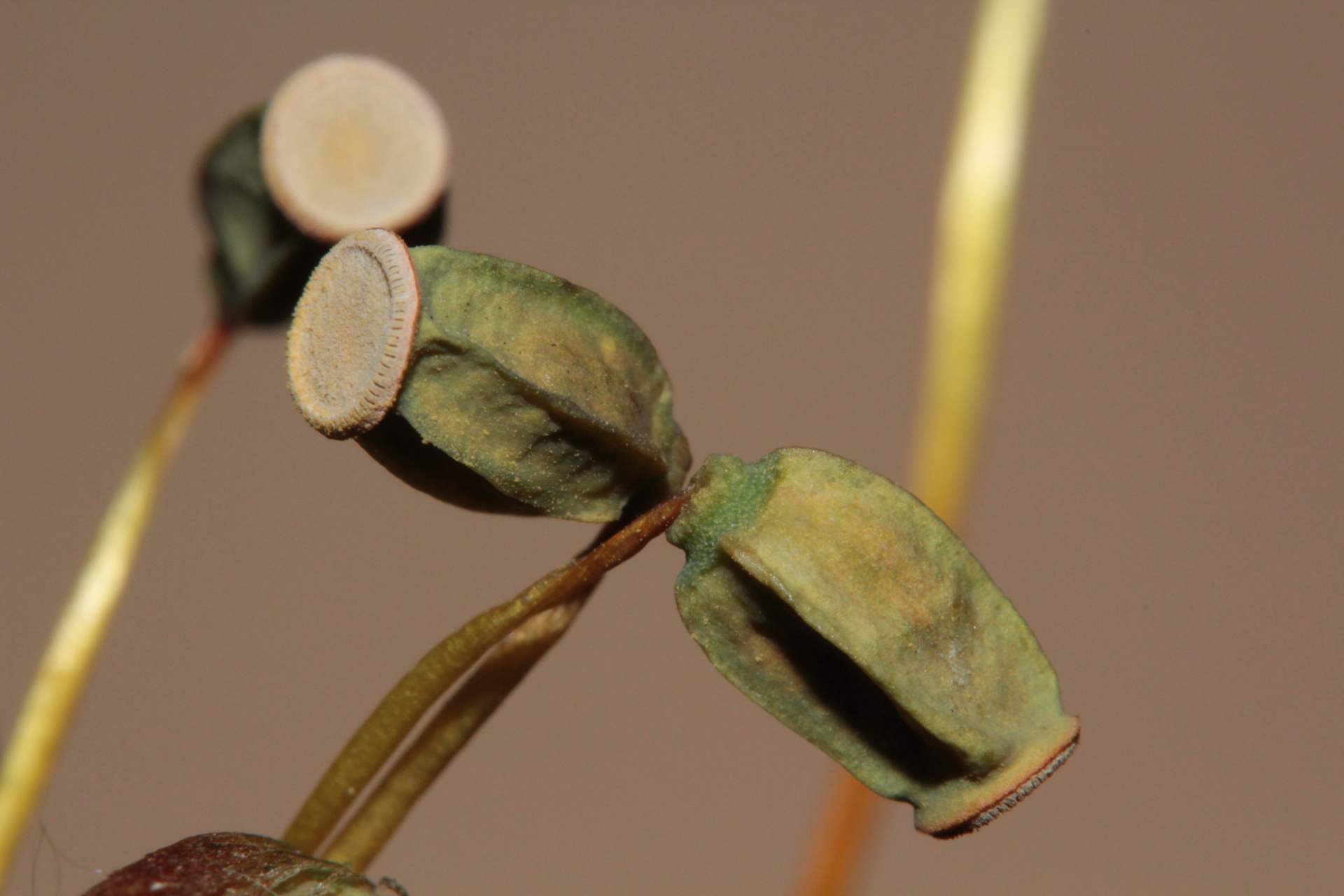
Capsules de Polytrichum formosum, sans la coiffe et l'opercule.
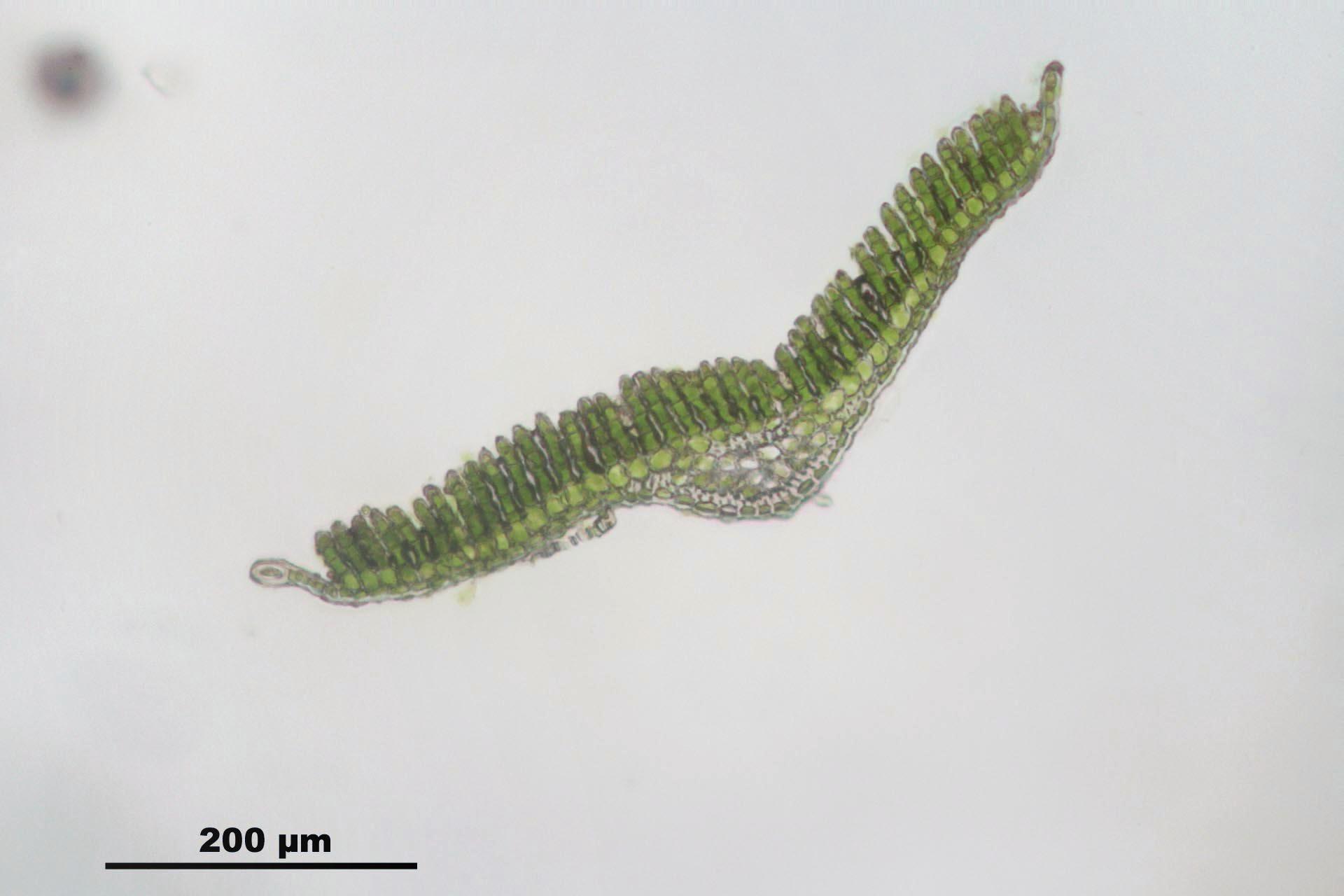
Vue au microscope d'une coupe transversale d'une feuille de Polytrichum formosum. On observe les rangées de lamelles disposées sur la nervure, qui occupe la majorité de la largeur de la feuille.

## Distribution et menaces
L'espèce est présente sur tous les continents. En France on la retrouve partout à l’exception des régions méditerranéennes. Elle est également présente à St-Pierre-et-Miquelon. Elle n'est pas menacée en Europe, ni en France,.

## Écologie
C'est une espèce forestière, humicole. Elle préfère les sols acides, riches en humus. On la retrouve partout où de l’humus peut s'accumuler, les souches, les troncs au sol, les rochers, le sol, etc.,,.

## Synonymes
- Polytrichum attenuatum MENZ.
- Polytrichastrum formosum (HEDW.) G. L. SM.